# دوچرخه سواری در پیست آرویو سکو

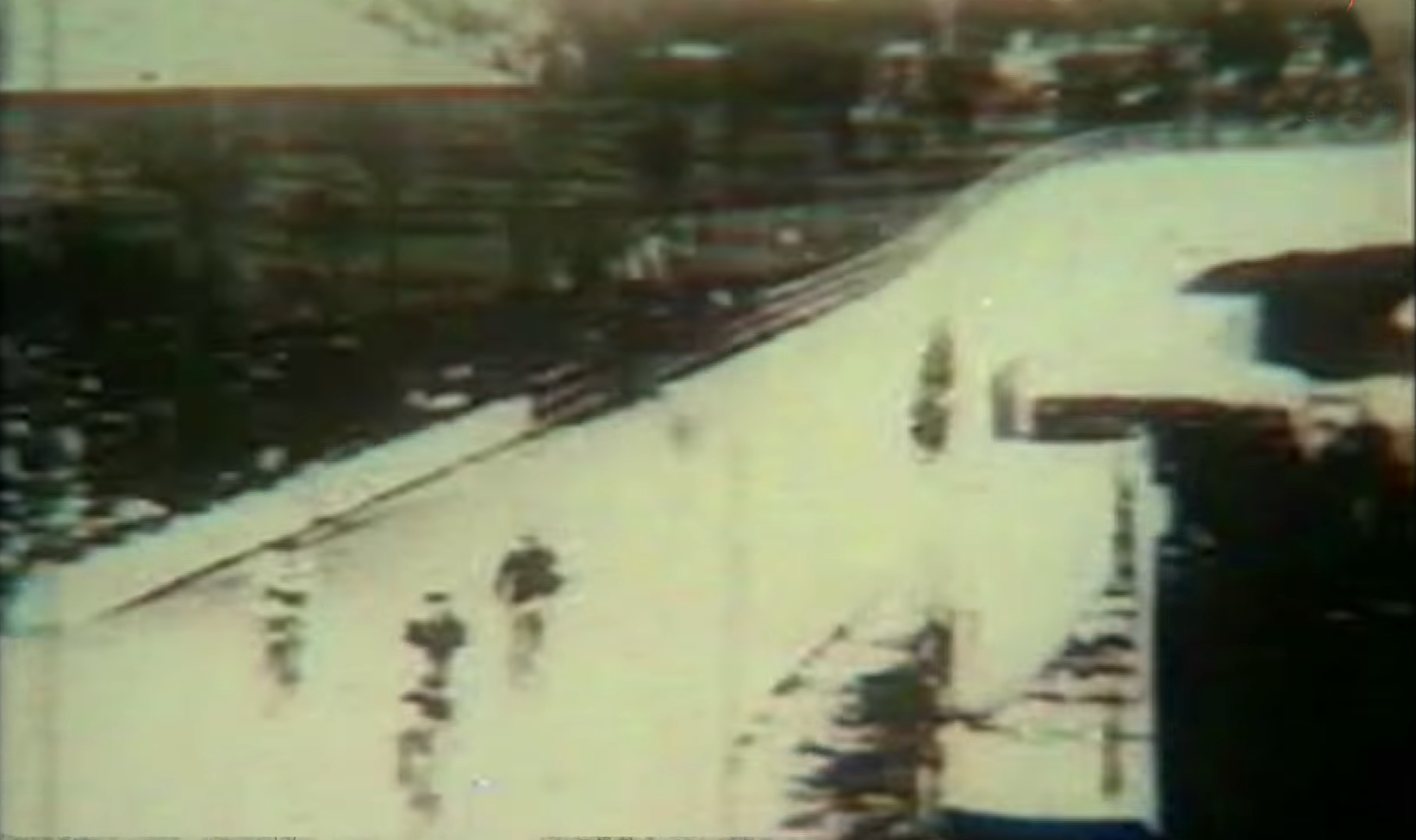
دوچرحه سواری در پیست آرویو سکو

(انگلیسی: Carrera de bicicletas en el velódromo de Arroyo Seco) فیلمی اروگوئه‌ای با ژانر ورزشی، به کارگردانی فلیکس اولیور است که در سال ۱۸۹۸ منتشر شد. این فیلم صامت کوتاه در اروگوئه فیلمبرداری شد.